# Zadunají

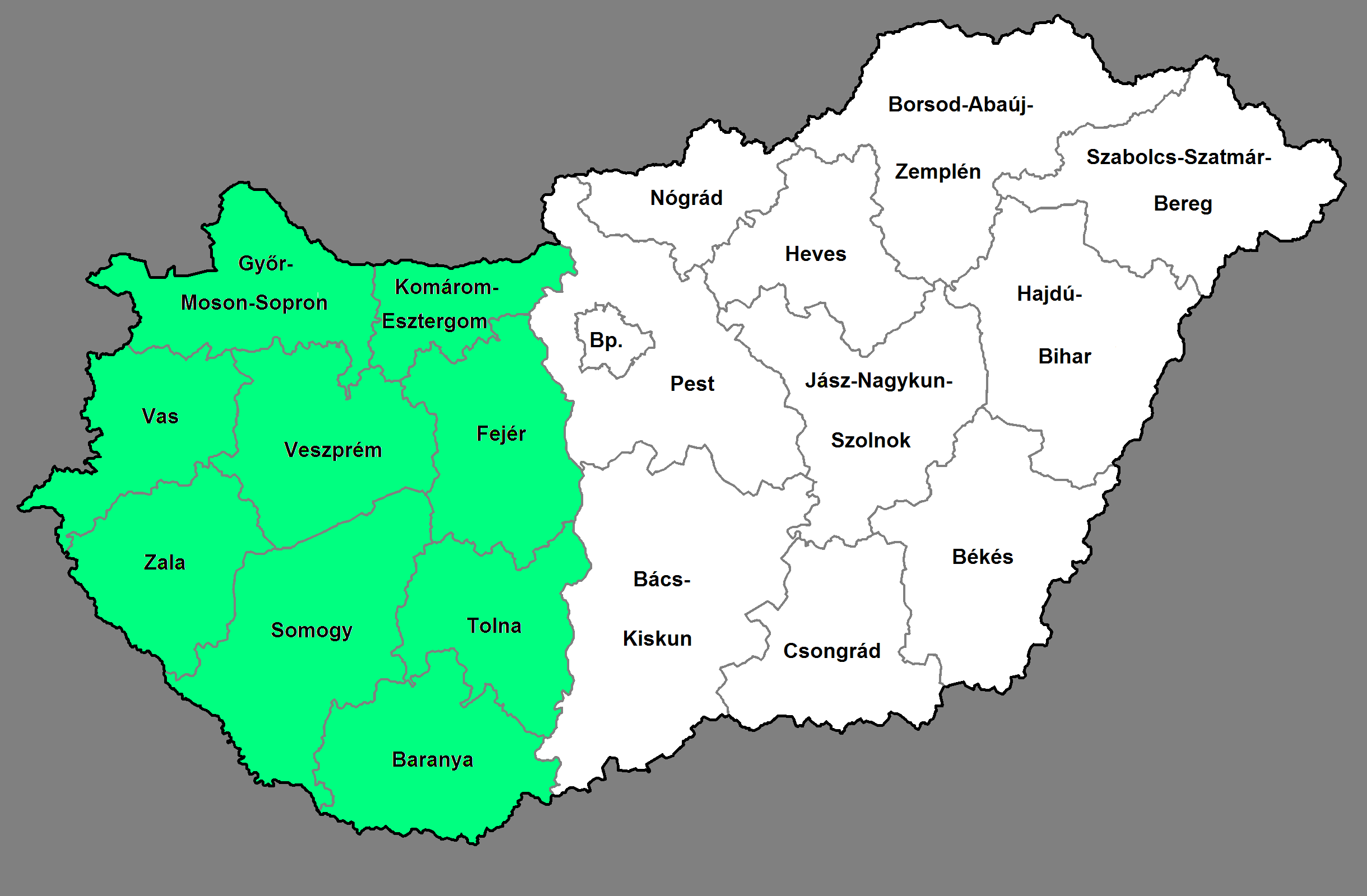
Dunántúl (Nyugat-Magyarország) podle NUTS:HU

Dunántúl (česky Zadunají) také Nyugat-Magyarország (Západní Maďarsko), je maďarská oblast na západ od Dunaje a podle dělení NUTS:HU jedna z maďarských tzv. částí státu.

## Vymezení oblasti
Dunántúl se rozprostírá v západní části Maďarska. Ze severu a východu je ohraničena Dunajem, z jihu Drávou a ze západu státní hranicí s Rakouskem. Zabírá tedy veškeré území na západ od Dunaje. Tedy i část Közép-Magyarország a hlavního města Budapešti.

### NUTS:HU
První stupeň dělení dle NUTS:HU vymezuje oblast Dunántúl na následující regiony a župy:
| Regiony                            | Župy              | Města s župním právem       |
| ---------------------------------- | ----------------- | --------------------------- |
| Közép-Dunántúl (Střední Zadunají)  | Fejér             | Dunaújváros, Székesfehérvár |
| Közép-Dunántúl (Střední Zadunají)  | Komárom-Esztergom | Tatabánya                   |
| Közép-Dunántúl (Střední Zadunají)  | Veszprém          | Veszprém                    |
| Nyugat-Dunántúl (Západní Zadunají) | Győr-Moson-Sopron | Győr, Sopron                |
| Nyugat-Dunántúl (Západní Zadunají) | Vas               | Szombathely                 |
| Nyugat-Dunántúl (Západní Zadunají) | Zala              | Nagykanizsa, Zalaegerszeg   |
| Dél-Dunántúl (Jižní Zadunají)      | Baranya           | Pécs                        |
| Dél-Dunántúl (Jižní Zadunají)      | Somogy            | Kaposvár                    |
| Dél-Dunántúl (Jižní Zadunají)      | Tolna             | Szekszárd                   |

Tedy podle dělení NUTS nepatří do Dunántúl západní část župy Pest a hlavního města Budapešti. A menší celky z župy Bács-Kiskun.

## Geografie

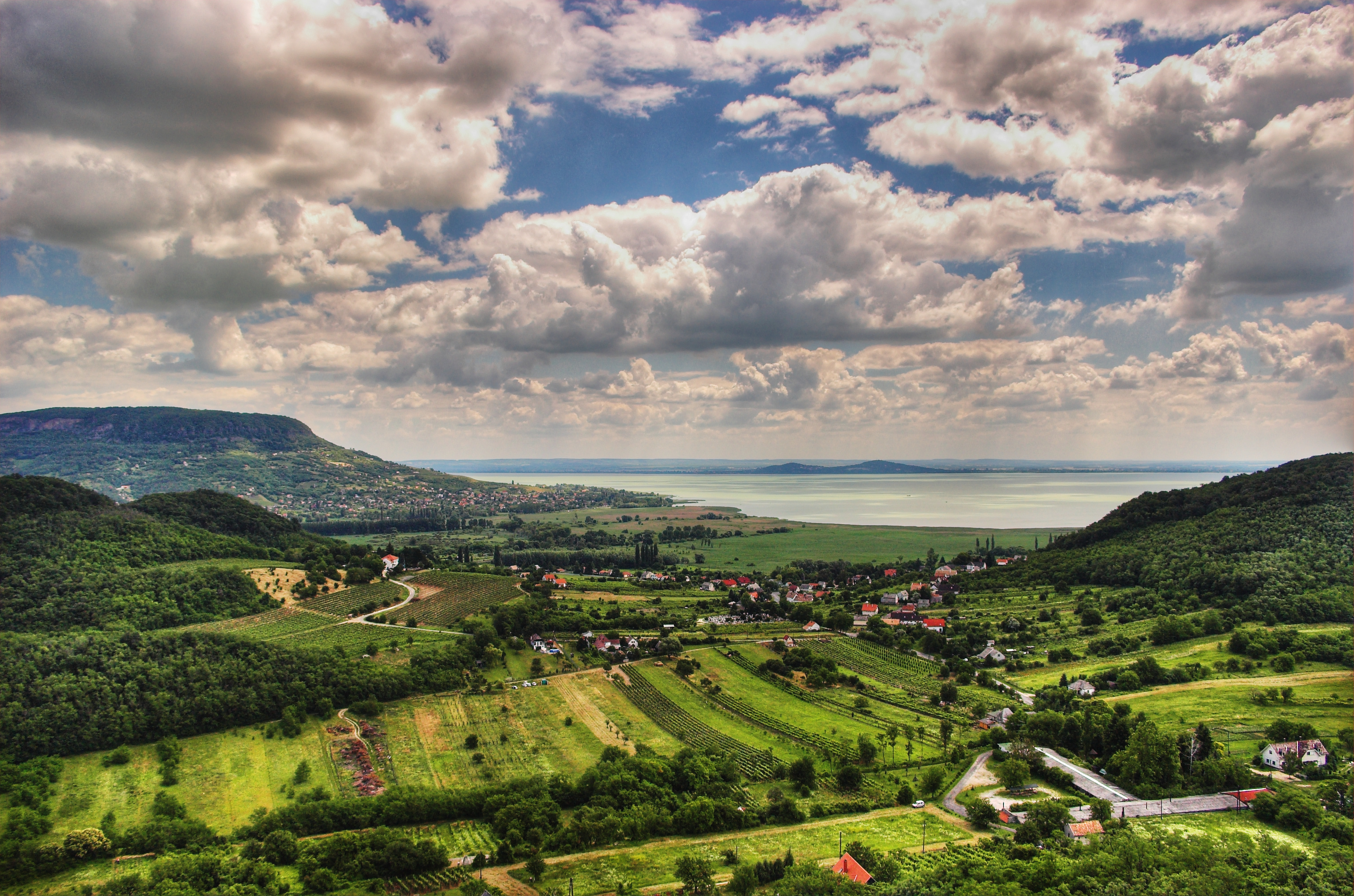
Balaton

Povrch oblasti je velice různorodý, na západě a u Balatonu jsou mírná pohoří dosahující výšky až 800 m n. m., na severu a jihu je rovina. V samém srdci oblasti leží jezero Balaton.

### Jezera
- Blatenské jezero (Balaton)
- Velencei-tó
- Neziderské jezero (Fertő-tó)

### Řeky
- Dunaj
- Dráva
- Mura
- Rába
- Zala

## Cestovní ruch

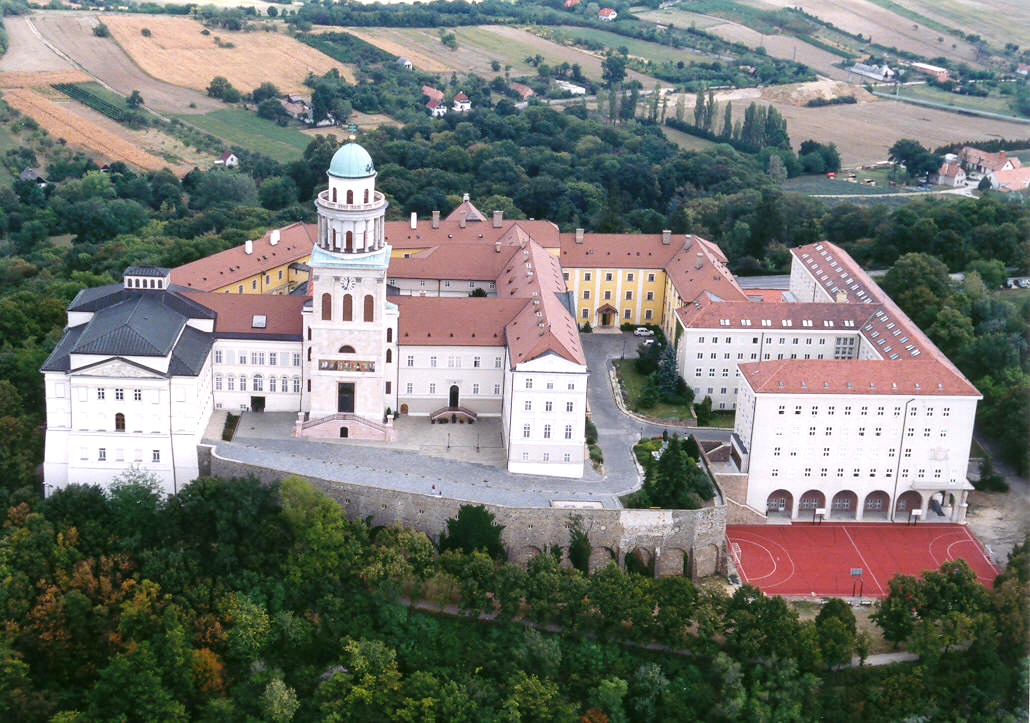
Pannonhalma - Benediktinské arciopatství

Spolu s Budapeští patří Dunántúl (především Közép-Dunántúl), kde leží jezero Balaton, k nejnavštěvovanějším místům Maďarska.

### Významná města
- Ráb / Győr
- Šoproň
- Pannonhalma
- Ostřihom
- Veszprém
- Stoličný Bělehrad / Székesfehérvár
- Pécs

### Národní parky
- Balaton-felvidéki Nemzeti Park
- Duna–Ipoly Nemzeti Park
- Duna-Dráva Nemzeti Park
- Fertő-Hanság Nemzeti Park
- Őrségi Nemzeti Park

## Historie
Oblast Dunántúl byla osídlena již v době kamenné. V pozdějších dobách tu pobývali Keltové, krátce před začátkem našeho letopočtu území obsadili Římané a vytvořili tu svou provincii Panonii. Římské legie zde stavěly města, silnice a vojenské tábory. Zbytky těchto staveb jsou patrné v celé oblasti. V 9. století část území patřila k Velkomoravské říši, po příchodu Maďarů se zde usadil kmen vedený rodem Arpádovců, který si postupně podmanil celou oblast. Proto se také Dunántúl stal kolébkou Uherského státu.